# Сурдегский монастырь
Сурдегский Свято-Духов монастырь (лит. Surdegio Šv. Dvasios vienuolynas, полное название Сурдегский в честь Сошествия Святого Духа на апостолов мужской монастырь) — православный мужской монастырь, действовавший с 1627 года по 1917 год в местечке Сурдеги, в Вилькомирском уезде Ковенской губернии (ныне — Аникщяйский район Литвы). С 2018 года здания монастыря и бывшей Церкви во имя Сошествия Святого Духа на апостолов (ныне — католический костёл) имеют правовую защиту.

## История
Монастырь во времена Великого княжества Литовского. Начало строительства в 1510 году. Сам монастырь был основан в 1627 году. Амвросий в Истории Российской епархии основателями обители называет судью Упитского земского суда Андрея Млечко и его супругу Анну Семеновну Шишанку Ставецкую. 23 января (2 февраля) 1636 года Анна Ставецкая-Белевичева-Городенская в вечные времена монастырю записала три огорода, пахотные земли, сенокосы, дала право на пользование помещичьим лесом, селение Вождели с застенком Скеришки и крестьянами. Монастырь поддала под власть Виленскому Свято-духовскому братству, распорядилась, чтобы братья имели данного себе игумена. В XVII-XVIII вв. монастырь находился под опекой знатных военных и политических деятелей Княжества. Его покровителями и защитниками были Александр, Самуил-Лев и Ян Огинские. На монастырь распространялись привилегии православным монастырям Княжества. Имя монастыря присутствует в текстах привилегий и грамот курфюрстов саксонских и королей польских Августов II и III. В XVII веке монастырь получал пожертвования от российских государственных и политических деятелей, а также рижских благотворителей. Самый знаменитый из благотворителей монастыря — российский император Пётр I. Он в 1721 году монастырю пожертвовал 50 двухрублевых червонцев лично посетил монастырь. Сохранилась часть кельи, в которой останавливался будущий российский император, на момент посещения монастыря имел титул Государь, Царь и Великий Князь всея Руси.
Монастырь в составе Российской империи. Нынешний ансамбль монастыря начал формироваться в 1812 г., когда при помощи рижских православных была выстроена каменная церковь. Главная святыня церкви — Сурдегская чудотворная икона Божией Матери — находилась по левую сторону Царских врат с короной на верху. Престол был один — во имя Сошествия Святого Духа на апостолов. В 1807 г. усердием игумена Зосимы был построен братский флигель (настоятельский корпус), кирпичная поварня, амбар, кирпичные кельи. В настоятельском корпусе была устроена и домовая теплая Церковь во имя Успения Пресвятой Богородицы (здание тоже сохранилось до наших дней почти что в первоначальном виде и нуждается в ремонте) и В 1822 г. был построен гостиный дом, 1869 г. Часовня во имя Сурдегскoй иконы Божией Матери. Монастырю досталось пять тысяч рублей серебром от известной благодетельницы графини Анны Алексеевны Орловойю Они ежегодно приносили проценты. В 1802—1824 гг. рассматривалось дело с графом Янушем Тышкевичем о якобы захвате им монастырской земли и других нанесенных обидах. Монастырь сам занимался благотворительной и просветительной деятельностью.- имел богадельню, приют, школу.
В 1842 году обитель была причислена к третьему классу со штатным причтом: настоятель, пять иеромонахов, два иеродиакона, один монах и четверо послушников. Из казны монастырю полагалось 1540 руб. серебром (позже эта сумма была увеличена до 1840 руб. серебром). Эти деньги расходовались на содержание монастыря, монашествующих, прислуги, письмоводство. Особенной любовью монастырь пользовался со стороны православных верующих города Риги (Латвия). Они во множестве стекались к празднику 15 августа, нередко приходили оттуда пешком. 21 сентября (3 октября) 1852 года игумен Феодосий обратился к Митрополиту с просьбой дать разрешение на постройку братского корпуса. Консистория дала поручение архитектору Томашу Тышецкому подготовить план и смету для постройки флигеля. 17 (29) декабря 1855 года настоятель монастыря доложил Литовской духовной консистории о завершении окончательной отделки корпуса (в настоящее время он находится в плачевном состоянии, однако новый хозяин постройки настроен на его ремонт). В 1869 году в 10 саженей от Соборной церкви во имя Сошествия Святого Духа на апостолов быля построена деревянная квадратная часовня на каменном фундаменте. (с 2011 г. она находится в ведении Паневежского русского культурного центра . По инициативе его председателя Валентины Васильевны Ватутиной 27 августа 2011 г. впервые после 1915 г. в ней состоялся первый молебен. Ещё одна деревянная часовня возведена в 1889 г. в память 500-летия воссоединения западно-русски униатов с православной церковью (не сохранилась). В 2019 году по инициативе Kęstutis Vaitkus и президента The international union of craftspeople non-proforganization Denis Prikarev (Dionisi, Dionysius) зарегистрирована Surdegio vienuolynas, asociacija для проведения восстановительных и реставрационных работ, создания образовательного и культурного исторического центра, волонтерского лагеря под эгидой ЮНЕСКО, WCC-EUROPE
В связи с военными действиями в период Первой мировой войны, в 1916—1917 гг. братия монастыря была эвакуирована в Москву. В 1917 году в России произошёл октябрьский переворот, а в 1918 г. была объявлена Литовская Республика. Таким образом, монастырь перестал существовать. Православные делали попытки вернуть себе земли и другое имущество монастыря. однако эти попытки не увенчались успехом. В 1927 г. на епархиальном собрании духовенства и приходских представителей в связи с отказом Правительства Литовской Республики возвратить Сурдегский монастырь Православной Церкви был принят мемориал.
На погосте Соборной церкви во имя Сошествия Св. Духа на апостолов (ныне — католический костел) похоронен князь, отставной поручик Андрей Петрович Шаликов (род. 14 января 1823 г., умер 27 ноября 1896 г.).
2019, 2020, 2021 годы Charitable Foundation by Vadim Kazanok, благотворительный фонд им. В.Казанка пять раз подавал запрос на получение грантов Президента в Фонд президентских грантов президента Российской Федерации В. В. Путина, каждый раз получал отказы. Название проекта — «Мосты надежды. Спасем Сурдегский монастырь».
- Феодорит (Лукашевич) (1668)
- Орест (начало XVIII в.)
- Климент (Козловский) (50-е годы XVIII в.)
- Гавриил (80-е г. XVIII в.)
- Зосима (нач. XIX в.)
- Софроний (1810—1816)
- Маркиан (14 августа 1816—1827)
- Ион (с 4 сентября 1827)
- Иов (Садковский) (22 января 1842—1849)
- Николай (Сядковский) (17 октября 1850 — 23 апреля 1852)
- Феодосий (12 августа 1852 — 18 сентября 1869)
- Мелетий (1869—1870)
- Леонид (Ильяшевич) (20 января 1871 — 13 августа 1875)
- Антоний (Иоанн Антонович Курганович) (17 сентября 1875 — 2 апреля 1880)
- Феофил (Федор Успенский) (11 апреля 1880 — 4 июля 1888)
- Серафим (Георгий Федоров) (24 марта 1889 — 14 августа 1890)
- Кирилл (Капитон Береговский) (9 августа 1891 — 10 июня 1896)
- Варфоломей (1896—1899)
- Августин (1900 — 18 декабря 1912)
- Серафим (Адамов) (13 февраля 1913—1917)
- Kęstutis Vaitkus (июнь 2019 — по настоящее время) руководитель Surdegio vienuolynas, asociacija

## Иеромонахи
- Августин (1840)
- Автоном (Окуневич, 1832)
- Алексий (до 1909)
- Амвросий (Родзевич, 1857)
- Антоний (Ивацевич, 1852)
- Антоний (Соловьев, 1849)
- Антоний (Иван Иванович Таркевич, до 1907)
- Аристофаг (Александр Дмитриевич Цеколовский, 1907)
- Варлаам (Волотовский, 1870)
- Варлаам (Сычевский, 1841)
- Викентий Василевский (1862)
- Василий (Валериан Томковид, 1872)
- Виссарион (Кириенко, 1839)
- Виталий (Андроник Пеховский, 1899)
- Геннадий (Сулоев, 1844)
- Георгий (Григорий Чернишевский, 1882)
- Давид (~ 1804)
- Евлампий (1838)
- Евстахий (Зуев, 1848)
- Иероним (Лотошников, 1872)
- Игнатий (~ 1804)
- Израиль (Петровский, 1844)
- Иоиль (1834)
- Ириней (Иван Абрамов, 1905)
- Киприан (Чумичев, 1844)
- Лонгин (Шавурский, 1849)
- Мануил (Масалевич, 1876)
- Мин (~ 1808)
- Михаил (~ 1804)
- Михаил (Тихомиров, 1874)
- Мойсей (Михаил Вишневский, 1825)
- Нафанаил (Упирвицкий, 1848)
- Никанор (~ 1752)
- Никодим (Николай Алексеевич Архангельский, 1875)
- Никодим (Семенов, 1870)
- Николай (Димитрий Степанович Василюк, 1896)
- Пафнутий (1843)
- Петр (Павел Довчан, 1910)
- Петр (Михалевич, 1848)
- Платон (Вагоскин, 1875)
- Порфирий (Восинский, 1847)
- Протасий (Павел Лескович (1816)
- Самсон (Бедроицкий, 1855)
- Сергий (~ 1913)
- Сергий (Николай Иванович Поворознюк, 1899)
- Софроний (~ 1811)
- Стефан (Крылов, 1858)
- Феоктист (Филипп Пузынин, 1881)
- Филарет (1852)
- Филарет (Флор Игнатьевич Качановский, 1850)
- Филарет (Слобожинов, 1871)
- Флавиан (Флор Стуковин, 1870)
- Юстин (Иван Жегалов, 1910)

## Иеродиаконы
- Александр (Рыбаков, 1877)
- Алексий (Иосиф Яковлевич Пропевский, 1855)
- Антоний (?)
- Антоний (до 1904)
- Боголеп (Плетнев, 1846)
- Варлаам (1900)
- Гавриил (Гукович, ~ 1751)
- Гавриил (Москалевич, 1825)
- Гавриил (1890)
- Генадий (Сулоев, 1844)
- Геронтий (Григорий Васильевич Бойченко, 1910)
- Гурий (Плещиков, 1853)
- Евдоким (Евгений Алексеевич Соколов, 1914)
- Евлампий (1838)
- Евстафий (Зуев, 1848)
- Ефрем (Юревич, ~ 1751)
- Зосима (~ 1909)
- Игнатий (Исидор Косатый, 1847)
- Иоанн (Канюков, 1849)
- Иосиф (Иван Иванович Малашевский, 1876)
- Исидор (Иосиф Михайлович Кляновский, 1901)
- Климент (Красовский, 1871)
- Ксенофонт (Вержбицкий, 1860)
- Иосиф Ляхоцкий (1841)
- Мефодий (Грушевский, 1866)
- Мефодий (Шаркин, 1844)
- Митрофан (~ 1875)
- Михаил (1825)
- Михаил (Тихомиров, 1874)
- Павел (Печковский, 1866)
- Пимен (1896)
- Серафим (Стахей Петровский, 1904)
- Сильвестр (Никита Аверкиевич Ставский, 1897)
- Тихон (Василий Шматов, 1883)

## Послушники монастыря
- Адам Апанасевич (1871)
- Аристарог (1899)
- Иосиф Бегаллович (1857)
- Михаил Бендовский (1872)
- Феликс Богаткевич (1847)
- Александр Бутыр (1864)
- Константин Вербицкий (1852)
- Михаил Федорович Волчкович (1848)
- Александр Степанович Гаврилик (1847)
- Михаил Федорович Гикель (до 1845)
- Платон Гладкий (1866)
- Роман Дзиковский (1843)
- Иван Осипович Дорошевский (1881)
- Петр Жарковский (~ 1751)
- Николай Васильевич Желцовский (1850)
- Иван Димитриевич Журавский (1836)
- Михаил Николаевич Загосский (1841)
- Александр Васильевич Знаменский (1850)
- Владимир Тимофеевич Иванов (1884)
- Игнатий (1829), → Иоанн (1851)
- Николай Гаврилович Камков (1894 г.)
- Василий Петрович Квашининков (1915)
- Федор Коняев (1817)
- Иван Викентьевич Косцюкевич (1863)
- Петр Крахотник (1875)
- Пантелемон Ипполитович Крещенский (1843)
- Антон Крот (1913)
- Георгий Кузьминский (1868)
- Иосиф Лечицкий (1843)
- Киприан Лисецкий (1842)
- Степан Ляшевич (1821)
- Александр Димитриевич Маевский (1843)
- Николай Макаревич (1884)
- Адам Иванович Малишевский (1877)
- Иван Марциновский (1845)
- Меркуль (нач. XX в.)
- Иоан Петрович Миронович (1841)
- Михаил (1874)
- Михаил Маевский (1890)
- Иван Васильевич Мухин (1914—1917)
- Ксенофонт Мятелица (1871)
- Николай Наревич (1884)
- Александр Плакидович Нестерович (1849)
- Николай (1896)
- Григорий Ольферович (1816)
- Тимофей Орлов (1901)
- Василий Павлов (1817)
- Антоний Пашкевич (1844)
- Владимир Антонович Петкевич (1880 или 1884)
- Иван Пщолко (1856)
- Павел Радчулий (50-е г. XVIII в.)
- Иосиф Федорович Рыденко (до 1840)
- Иван Сеньковский (1847)
- Андрей Соколов (50-е г. XVIII в.)
- Иосиф Иванович Ступницкий (1841)
- Василий Максимович Терентьев (1884)
- Яков Тиминский (1850)
- Петр Троицкий (1875)
- Павел Турцевич (1843)
- Константин Феодоровский (50-е г. XVIII в.)
- Андрей Викентьевич Филипович (1881)
- Филипп (1909)
- Владимир Харлампович (1880)
- Георгий Чернявский (1839)
- Василий Михайлович Шавлинский (1856)
- Самуил Шкредов (1880)
- Антон Щербицкий (нач. XX в.)
- Корнилий Якум (1863)